# إدوين كروس
إدوين كروس (بالإنجليزية: Edwin Cross)‏ هو لاعب كريكت ولاعب كرة قدم بريطاني (وحمل سابقاً جنسية المملكة المتحدة لبريطانيا العظمى وأيرلندا) في مركز الدفاع، ولد في 1859، وتوفي في 19 يناير 1924. لعب مع نادي ريكسهام.

## وصلات خارجية
- إدوين كروس على موقع قاعدة بيانات كرة القدم.إي يو (الإنجليزية)